# Li Zhuo
Li Zhuo (en chino: 李卓; Tieling, 4 de diciembre de 1981) es una deportista china que compitió en halterofilia. Participó en los Juegos Olímpicos de Atenas 2004, obteniendo una medalla de plata en la categoría de 48 kg.

## Palmarés internacional
| Juegos Olímpicos | Juegos Olímpicos | Juegos Olímpicos | Juegos Olímpicos |
| Año              | Lugar            | Medalla          | Categoría        |
| ---------------- | ---------------- | ---------------- | ---------------- |
| 2004             | Atenas (Grecia)  | Medalla de plata | 48 kg            |